# Pandemrix
El Pandemrix és una vacuna antigripal per a lluitar contra les epidèmies de grip, com ara la pandèmia de grip H1N1 del 2009 que s'ha anomenat popularment la grip porcina. Ha estat desenvolupat per la societat GlaxoSmithKline i patentat al setembre del 2006. Aquest és, amb el Panenza, el Focetria i el Celvapan, un dels vaccins contra la grip A-H1N1 que ha aprovat la Comissió Europea al setembre del 2009 seguint les recomanacions de l'Agència Europea de Medicaments (EMEA). Només s'ha aprovat l'ús d'aquest vaccí si declaren de manera oficial una epidèmia de grip H1N1 certes institucions com l'Organització Mundial de la Salut (OMS) o la Unió Europea. El vaccí es va desenvolupar inicialment fent servir una soca del virus H5N1.
L'agost del 2010 l'Agència de Productes Mèdics Sueca (MPA) i l'Institut Nacional finlandès de la Salut i del Benestar (THL) han engegat investigacions respecte a la narcolèpsia com a possible efecte secundari de la vaccinació amb el Pandemrix entre el jovent.

## Constituents
A més de l'antigen actiu que deriva de A/California/7/2009 (H1N1), aquest vaccí conté un adjuvant immunològic AS03 que consisteix en un alfatocoferol (vitamina E), esqualè i polisorbat 80.
A la resta de constituents s'hi ha afegit tiomersal (timerosal) com a conservador. Ja que es manufactura en ous de gallina, conté rastres de proteïnes d'ou. També hi apareixen alguns ingredients complementaris no medicinals importants com el formaldehid, deoxicolat de sodi, i sucrosa.